# Afrosternophorus
 de
Afrosternophorus es un género arácnidos del orden Pseudoscorpionida de la familia Sternophoridae.
Lista de especies de este género:
- Afrosternophorus aethiopicus
- Afrosternophorus anabates
- Afrosternophorus araucariae
- Afrosternophorus cavernae
- Afrosternophorus ceylonicus
- Afrosternophorus chamberlini
- Afrosternophorus cylindrimanus
- Afrosternophorus dawydoffi
- Afrosternophorus fallax
- Afrosternophorus grayi
- Afrosternophorus hirsti
- Afrosternophorus nanus
- Afrosternophorus papuanus
- Afrosternophorus xalyx